# Jonas Andersson i Ölsund
Jonas Andersson i riksdagen kallad Andersson i Ölsund, född 21 mars 1851 i Forsa församling, Gävleborgs län, död där 23 januari 1913, var en svensk lantbrukare och politiker.
Andersson övertog föräldrarnas bondgård i Ölsund men intresserade sig också starkt för sång och musik. Redan i tonåren började han uppteckna visor och melodier, och han tillverkade själv ett så kallat psalmodikon, senare även en piporgel som kan ses tillsammans med orgel av vanligt snitt och en spinett på hembygdsgården Forsa forngård i byn Fränö.
Tidigt blev han betrodd kommunalordförande i Forsa landskommun samt ledamot av både kyrko- och skolråd. Jonas Andersson var dessutom riksdagsledamot i andra kammaren 1891–1896, för Enångers och Forsa tingslags valkrets och tillhörde Gamla lantmannapartiet 1891–1894 och därefter Lantmannapartiet.
Från 1903 var han provinsombud för EFS, och han bidrog med många melodier till den missionsorganisationens sångbok Sionstoner, både 1889 och när det var dags för ett tillägg 1906, då han var med om att redigera musiken till hela tillägget.
Anderssons ofta folkviseinspirerade mollmelodier har väckt anklang i Finland, där han till och med är representerad i finska psalmboken med melodin till nr 105 Aurinkomme ylösnyosi, se .
Andersson i Ölsund inspirerade Albert Engström i Söndags-Nisse/Strix till följande godmodigt retsamma verser:
| ” | Detta är Jonas Andersson, född i Ölsund och Forsa./Vilka symboliska namn! Du dig slickar om munnen och tänker:/Bodde jag törstige där, bort det, att candidam togam/axla jag skulle som han och manus prensare och låta/gubbarna välja mig ut att sitta och plågas i riksdan./Nej! Vid ölsundet bleve jag kvar och läskade strupen./Andersson också är född i Forsa församling och hemvan./Adertonhundradefemtioett han skådade ljuset,/född av sin moder en dag i regniga månaden martio/Bibliska och Katekes var hans fröjd att läsa och lära,/såsom det anstår ett barn som strävar mot samhällets höjder./Riksdagsman blev han som ovan är sagt och voterar och ävlas. | „ |